# Templo de Dendera

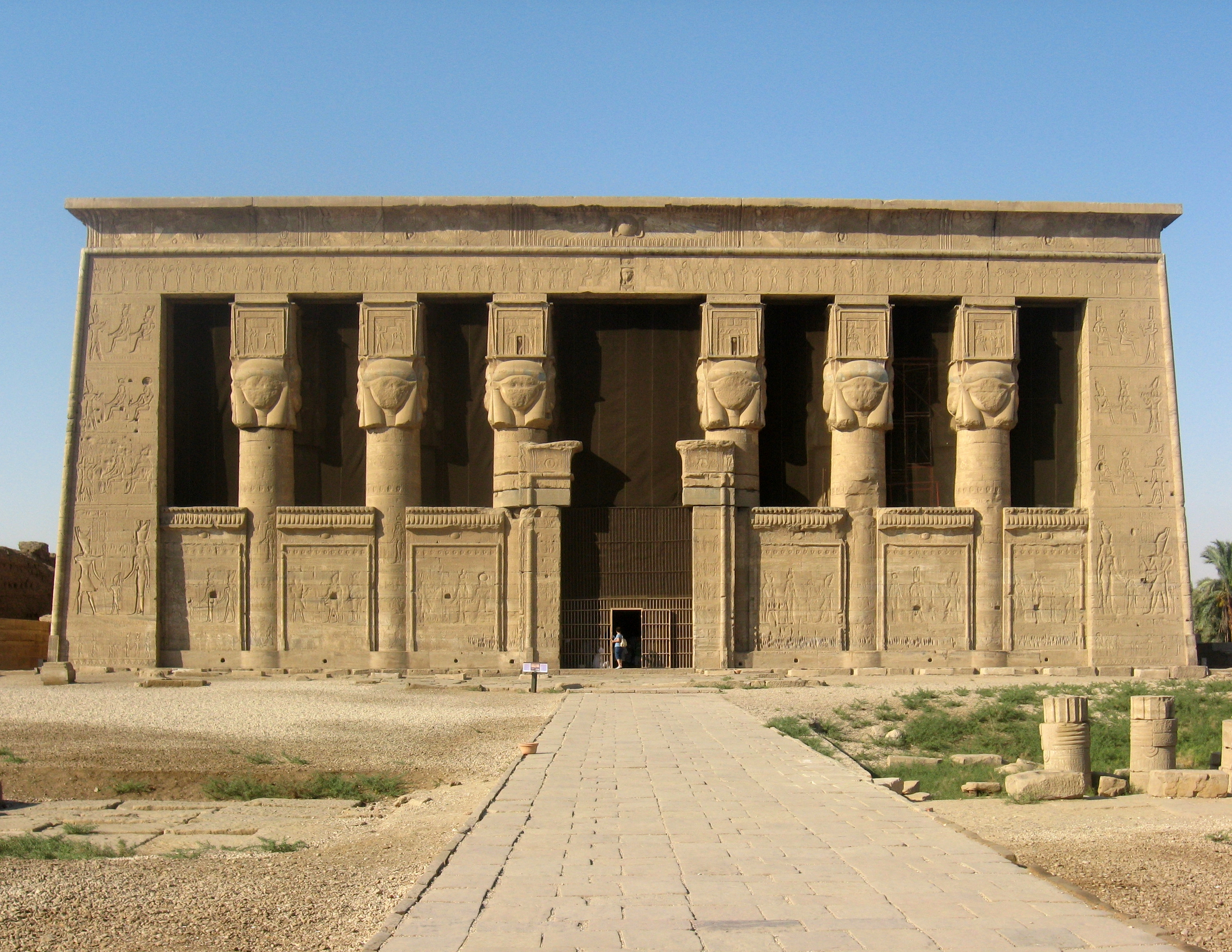
Templo de Hathor, Dendera.

El Templo de Dendera, dedicado a Hathor, diosa del amor y la fertilidad, es el edificio principal de un conjunto de construcciones situadas dentro de un recinto amurallado. Está localizado a unos 2,5 km al sudeste de Dendera, Egipto. Es uno de los complejos egipcios mejor conservados, sobre todo su templo principal, gracias a que permaneció sepultado por arena y lodo hasta que lo desenterró el francés Auguste Mariette a mediados del siglo XIX. La zona pertenecía al sexto nomo del Alto Egipto, al sur de Abidos.

## Descripción

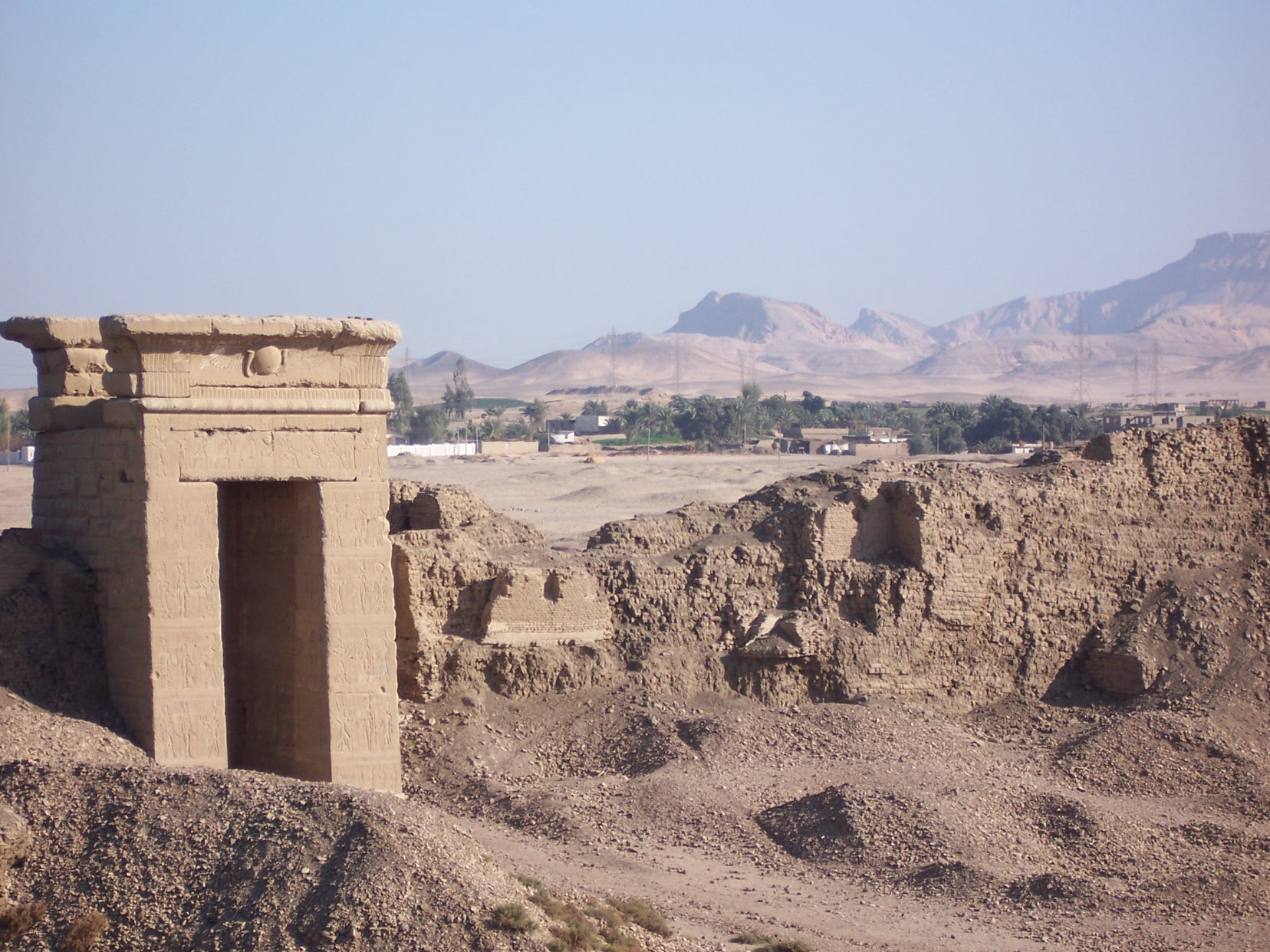
Parte del muro que rodeaba el complejo del Templo de Dendera.

La totalidad del complejo cubre alrededor de 40.000 metros cuadrados y está rodeado por un fornido muro de ladrillos de ocho a diez metros de altura. Dendera fue lugar de capillas y santuarios desde los comienzos de la historia del Antiguo Egipto. Al parecer el faraón Pepy I construyó en este lugar y existe evidencia de un templo de la dinastía XVIII (alrededor del 1500 a. C.). Pero la más antigua construcción existente en la actualidad es el Mammisi levantado por Nectanebo I, uno de los últimos faraones nativos (381-364 a. C.). 
El complejo consta de:
- Templo de Hathor (el templo principal)
- Templo del nacimiento de Isis
- Lago sagrado
- Sanatorio (Sanatorium) de adobe, donde se podían hospedar para bañarse en las aguas sagradas y obtener la curación de la diosa
- Mammisi de Nectanebo I
- Mammisi romano, dedicado al nacimiento del heredero divino Harsomtus (o Ihy, renacido de Hathor), hijo de Hathor y Horus
- Puertas monumentales de Domiciano y Trajano
- Kiosco romano
- Basílica cristiana, edificada en el siglo V

## Templo de Hathor

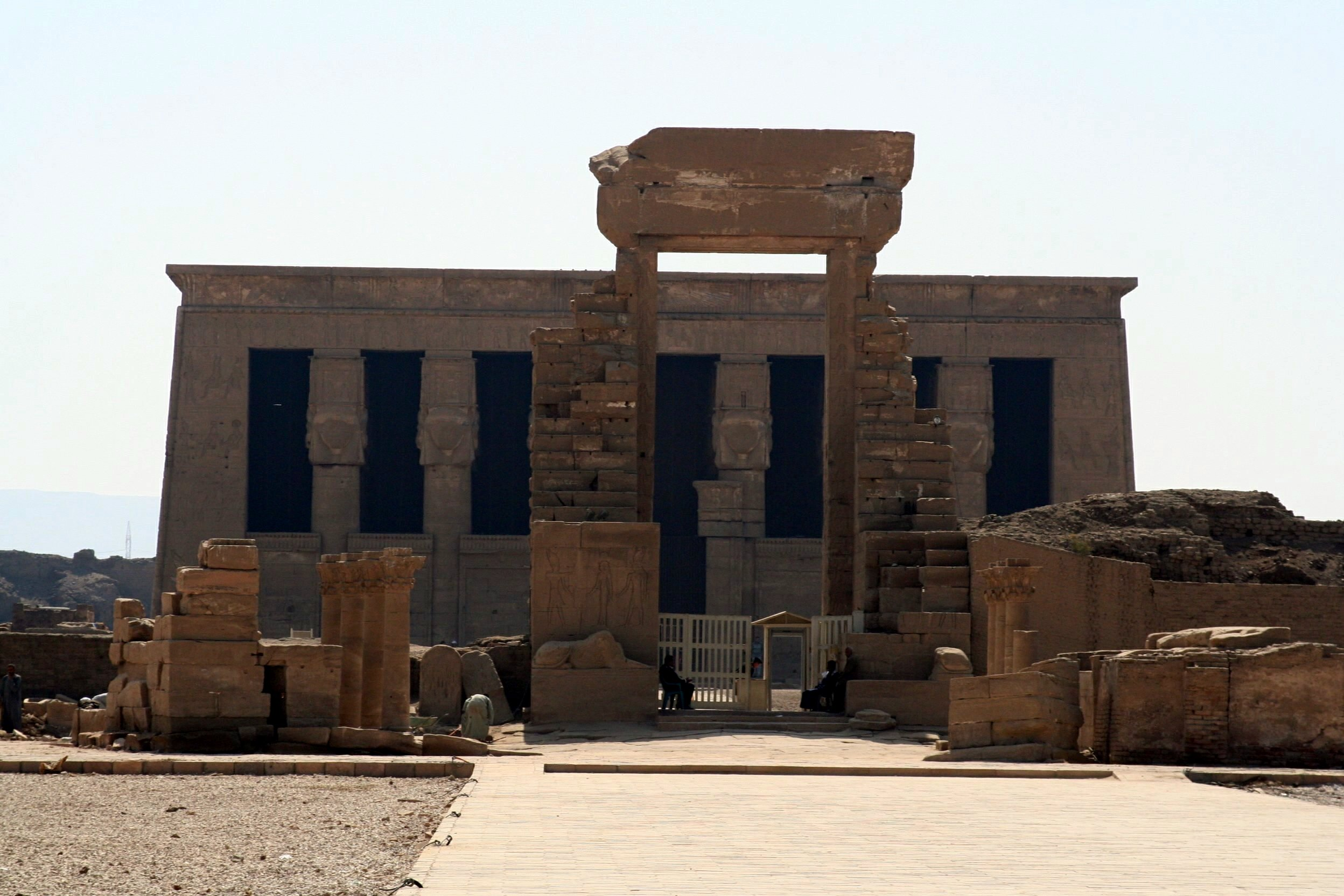
Entrada al complejo del Templo de Dendera

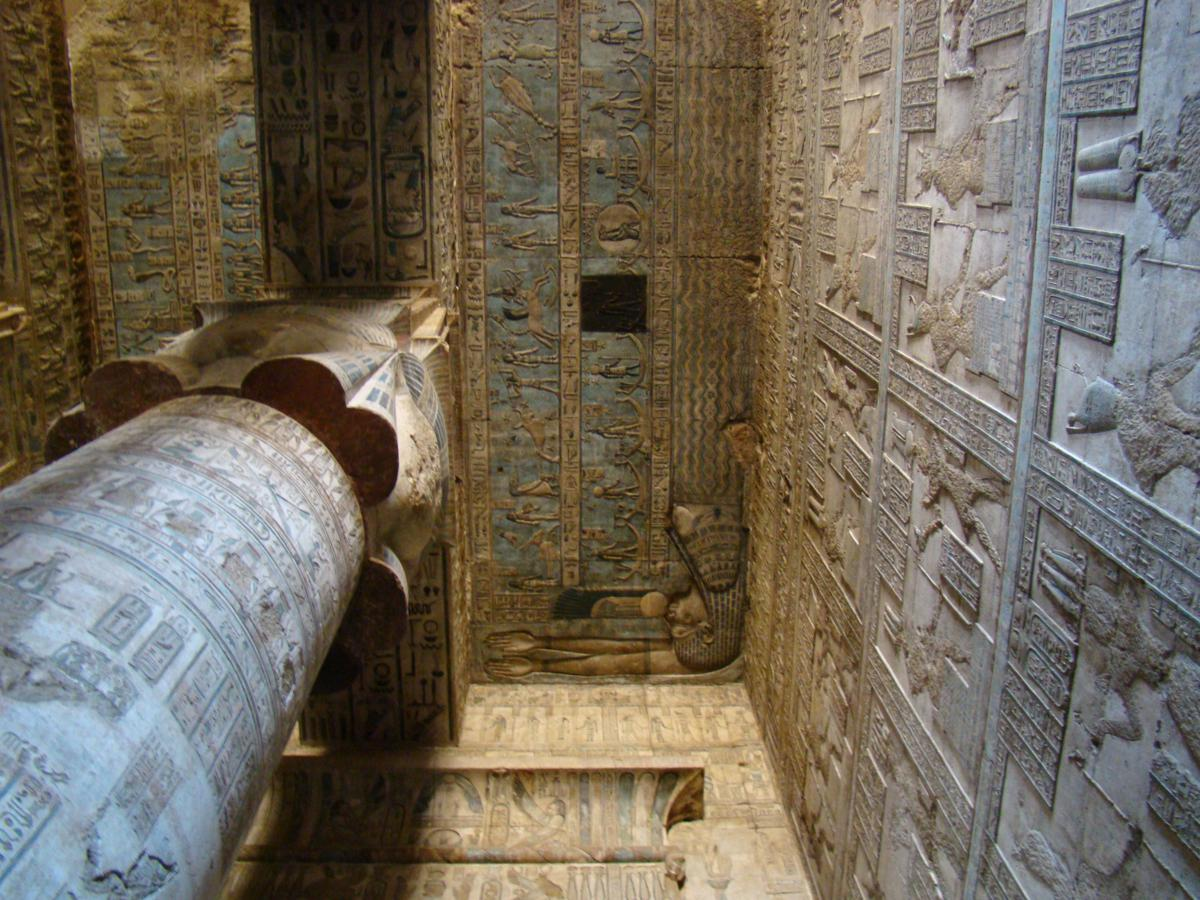
Masivas columnas del templo.

La construcción que más resalta dentro del complejo es el templo principal, llamado Templo de Hathor. El templo ha sido modificado en el mismo lugar desde los tiempos del Imperio Medio, y continuando hasta la época del Emperador romano Trajano. La estructura existente fue construida no después del Período helenístico de Egipto. El templo, dedicado a la diosa Hathor, es uno de los mejor preservados de todo Egipto. En los tiempos romanos fueron realizadas posteriores ampliaciones.
Elementos del templo
1. Gran sala hipóstila
2. Pequeña sala hipóstila
3. Laboratorio
4. Almacén
5. Entrada de ofrendas
6. Tesoro
7. Salida al pozo
8. Acceso a las escaleras
9. Salón de ofrendas
10. Salón de la Enéada
11. Santuario principal
12. Santuario del Nomo de Dendera
13. Santuario de Isis
14. Santuario de Socar
15. Santuario de Horus
16. Santuario del sistro de Hathor
17. Santuario de los dioses del Bajo Egipto
18. Santuario de Hathor
19. Santuario del trono de Ra
20. Santuario de Ra
21. Santuario del collar menat
22. Santuario de Horus (otra representación)
23. El lugar puro
24. Patio de la Primera Fiesta
25. Pasillo
26. Escalera a la azotea

Las representaciones de Cleopatra VII presentes en los muros del templo son buenos ejemplos del arte del Egipto helenístico. Uno de ellos representa a Cleopatra y a su hijo, Cesarión, ubicado en la parte trasera del exterior del templo.

### Zodíaco de Dendera

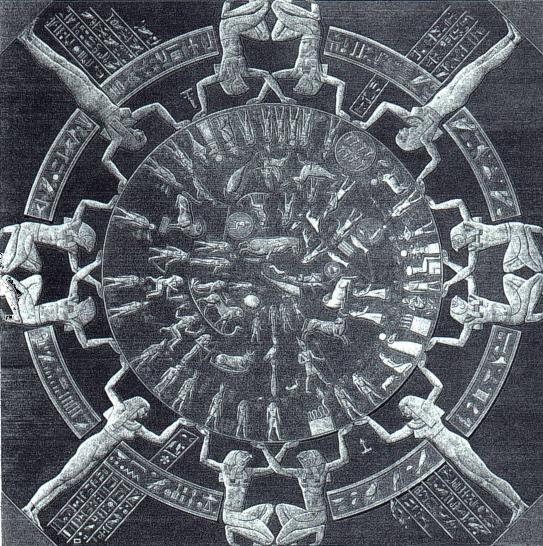
Grabado del del Zodíaco de Dendera.

La escultura del Zodíaco de Dendera es un relieve ampliamente conocido que fue encontrado en un templo greco-romano. Contiene imágenes de Tauro y Libra. Se hizo un bosquejo de él durante la Campaña Napoleónica en Egipto y en 1820 fue desmontado y actualmente se encuentra en el Museo del Louvre. Los egiptólogos lo datan del primer siglo antes de Cristo.

### Necrópolis y criptas
La necrópolis de Dendera está compuesta por una serie de mastabas y data del Periodo Arcaico, desde el  Imperio Antiguo hasta el Primer periodo intermedio de Egipto. La necrópolis se extiende desde el borde oriental de la colina occidental hasta la llanura norte. Las tumbas subterráneas del Templo de Hathor tienen un total de 12 cámaras. Algunos relieves están datados en las postrimerías del reinado de Ptolomeo XII. Las criptas fueron usadas como almacenamiento de vasijas y de iconografías divinas. Una apertura en la "Sala de las Llamas" lleva hasta una angosta cámara con representaciones en los muros de los objetos que se mantenían ahí. En la segunda cámara, un relieve representa a Fios de la VI dinastía.

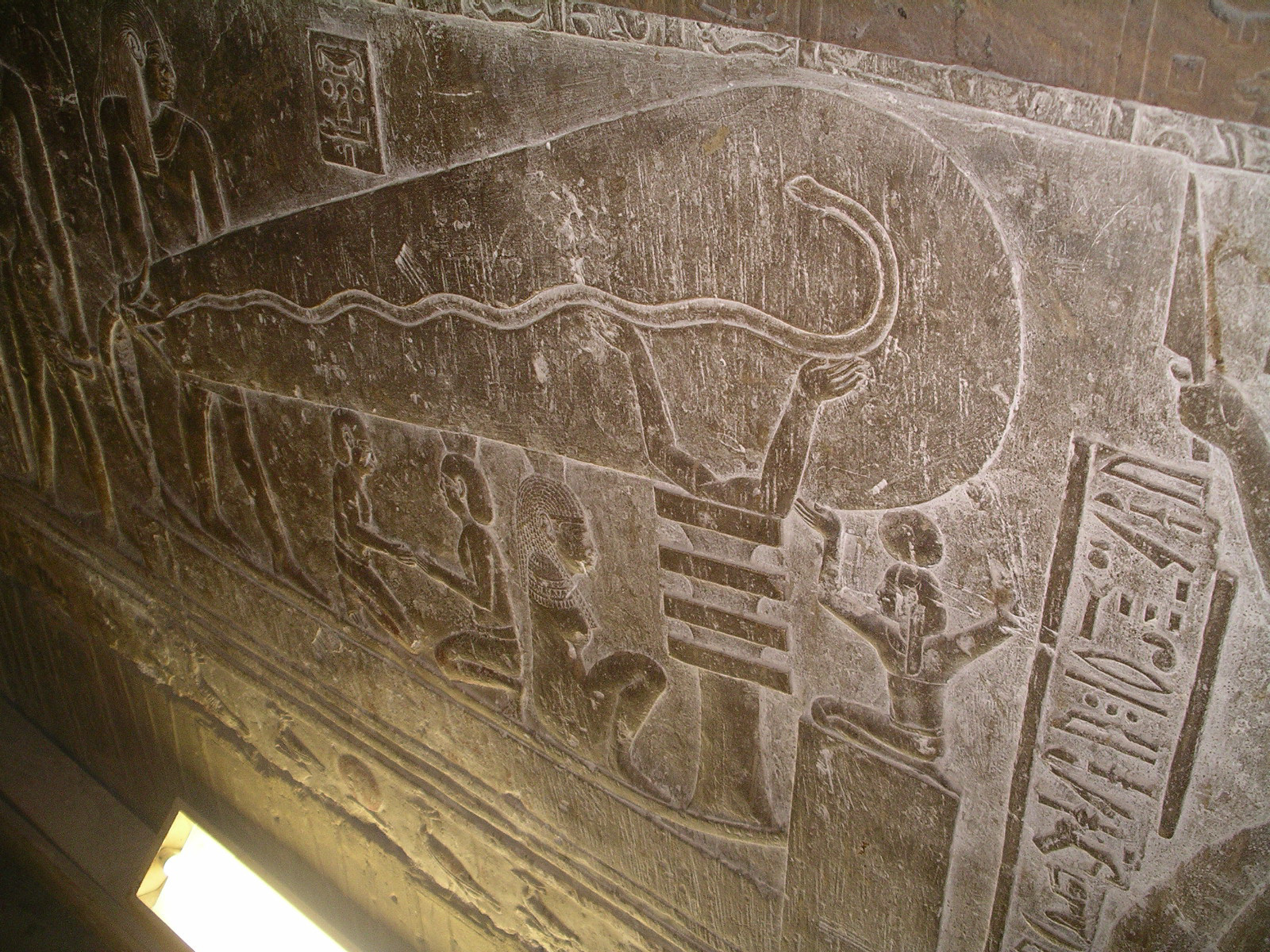
«Lámpara» de Dendera.

### Lámparas de Dendera
Las «Lámparas de Dendera» es el nombre dado en medios pseudocientíficos a varios relieves ubicados en el Templo de Hathor en Dendera, localizado en Egipto, por su aspecto parecido.
Los egiptólogos afirman que los relieves son una representación del dios egipcio Hor sematauy «Horus unificador de las Dos Tierras» Harsomtus en griego, que adopta diversas formas, y una de ellas es la de serpiente emergiendo de un loto.

## Turismo
El Templo de Dendera es uno de los lugares del Antiguo Egipto más accesibles para los turistas. Es posible visitar prácticamente cada parte del complejo, desde las tumbas y al menos una cripta oculta, hasta el tejado. La posibilidad de subir al tejado y la calidad de lo conservado en el mismo, hacen del Templo de Hathor único en sus características.